# 제브 스튜어트
제브 스튜어트(Jeb Stuart, 1956년 1월 21일 ~ )는 미국의 각본가, 영화 감독, 영화 프로듀서이다. 블록버스터 액션 영화(예: 다이하드, 도망자 (1993년 영화), 넷플릭스 TV 시리즈 바이킹스: 발할라)의 각본을 맡은 것으로 알려져 있다.

## 참여 작품

### 영화
- 다이하드
- 레비아탄 (1989년 영화)
- 탈옥 (1989년 영화)
- 인턴 X
- 48시간 2
- 도망자 (1993년 영화)
- 함정 (1995년 영화)
- 파이어 다운

### 텔레비전
- 바이킹스: 발할라